# Kristóni
Kristóni är en ort i Grekland.   Den ligger i prefekturen Nomós Kilkís och regionen Mellersta Makedonien, i den norra delen av landet, 300 km norr om huvudstaden Aten. Kristóni ligger 203 meter över havet och antalet invånare är 1 195.
Terrängen runt Kristóni är lite kuperad. Runt Kristóni är det ganska tätbefolkat, med 70 invånare per kvadratkilometer. Närmaste större samhälle är Kilkis, 3,9 km norr om Kristóni. Trakten runt Kristóni består till största delen av jordbruksmark.